# Bokorys
Jako bokorys se v technickém kreslení označuje pohled na předmět z boční strany. U jednoduchých výkresů může být místo bokorysu narýsován svislý řez. Složitější výkresy zpravidla obsahují oba typy zobrazení. Zobrazovací metodou je pravoúhlé promítání.